# Kościół św. Małgorzaty w Cielczy
Kościół świętej Małgorzaty w Cielczy – rzymskokatolicki kościół parafialny należący do parafii pod tym samym wezwaniem (dekanat nowomiejski archidiecezji poznańskiej).
W 1912 roku została rozpoczęta budowa świątyni. Jej projekt został opracowany przez poznańskiego architekta Stefana Cybichowskiego. Kościół został wybudowany na planie krzyża greckiego. Budowa, według projektu, została oszacowana na ponad 60 tysięcy marek. Prace były wykonywane przez firmę Stanisza z Jarocina, roboty blacharskie wykonała firma Romana Neumana z Poznania. Ławki zostały wykonane przez rzeźbiarza K. Barczyńskiego z Gniezna. Budowla została konsekrowana przez biskupa poznańskiego, Edwarda Likowskiego  16 listopada 1913 roku. Ze starej świątyni zachował się tylko cudowny obraz Matki Bożej Cieleckiej.